# Bibliothek der Provinz
Der Verlag Bibliothek der Provinz ist ein österreichischer Verlag, der viele Auszeichnungen erhalten hat und für seine inhaltlich und formal hochwertigen Bücher aus und über den österreichischen Kulturraum bekannt ist.

## Geschichte
Der damalige Lehrer Richard Pils gründete 1989 den Verlag zunächst als zeitlich befristetes Projekt, konnte damit reüssieren und leitet ihn bis heute. Die Bibliothek der Provinz hat ihren Sitz im Angerdorf Großwolfgers bei Weitra im oberen Waldviertel. Die Schwerpunkte des Verlagsprogramms bilden österreichische Literatur und Belletristik, Regionalia, Foto- und Kunstbände sowie Kinderbücher. Bis 2017 erschienen über 1700 Titel. Der Verlag beschäftigte 2015 zwölf Mitarbeiter. Die Bücher des Verlags „werden in kleinen Auflagen gedruckt und so lange gelagert, bis sie auch zum Vollpreis einen Abnehmer gefunden haben.“ „Der Quereinsteiger brachte und bringt die Bücher heraus, die er selber gerne kaufen möchte.“
Nach Darstellung von Renate Just bietet der Verlag „nicht nur eine Fülle hochästhetischer, aber auch sozialkritischer Waldviertel-Bücher [.], exquisite Fotobände, sondern auch ausgewählte Literatur in bildschönen Ausgaben, von Stifter über Tabori bis Achternbusch, biografische Bände über Thomas Bernhard und Axel Corti, vielfach prämierte Kinderbücher.“
Zu den Favoriten von Verleger Pils zählen u. a. der Autor und „Spielmacher“ George Tabori, „die Ikone des Verlegers“, und der Schriftsteller Thomas Bernhard, für den er eine Bücherskulptur in seinem Gehöft aufstellen ließ.
Dem Regisseur, Schriftsteller und Maler Herbert Achternbusch, seit Ende der 1990er-Jahre im Waldviertel lebend, widmet die Bibliothek der Provinz eine Gesamtausgabe, nachdem es alle deutschen Verlage abgelehnt hatten, ihn weiterhin zu verlegen.
Die fünfbändige und nach Mineralien benannte Reihe von Landschaftsporträts des Fotografen Gerhard Trumler – insbesondere den vierten Band – hielt Pils im Jahr 2000 für „das schönste Buch, das ich je gemacht habe“. Die Fotobände über österreichische Kulturlandschaften erschienen von 1994 bis 2005 und werden von Texten des österreichischen Dichters Adalbert Stifter aus dessen Werk Bunte Steine begleitet.
Illustratorinnen wie Angelika Kaufmann oder Linda Wolfsgruber veröffentlichen bevorzugt in der Bibliothek der Provinz von Pils, „dank der Liebe und der Offenheit, die er der bildenden Kunst entgegenbringt“.
Von 1996 bis 2016 lud Pils zu einem Literatur- und Kunstfestival auf die Schlossburg Raabs an der Thaya ein, dem Poetenfest. Drei Tage lang und alljährlich im August stellte der Verlag seine Neuerscheinungen mit Lesungen und einem vielfältigen kulturellen Rahmenprogramm vor. Literaten, Künstler und Leser wurde hier die Möglichkeit gegeben, sich auch persönlich kennenzulernen.
Besucher des Verlags in Großwolfgers können sich dort in einem Lesesalon alle Bücher des Verlags ansehen und lesen.

## Auszeichnungen
Die Bibliothek der Provinz erhielt für ihre hochwertige Buchgestaltung und Illustrationen viele Auszeichnungen. Der Verlag wurde mehrere Male prämiert mit dem österreichischen Staatspreis „Die schönsten Bücher Österreichs“, Die besten 7 Bücher für junge Leser, Luchs-Preis der deutschen Wochenzeitung Die Zeit, Kinder- und Jugendbuchpreis der Stadt Wien, Premio Andersen, Joseph Binder Award, Österreichischer Kinder- und Jugendbuchpreis, tz-Rose, Printissimo (Preis der österreichischen Papierindustrie).
Beispiele
- 2014: Die schönsten Bücher Österreichs an Markus Jeschaunig für line projects | Linienprojekte.[16][2]
- 2012: Österreichischer Kinder- und Jugendbuchpreis an Alice Wellinger für das Kinderbuch Krokodil.[17]
- 2006: Die schönsten Bücher Österreichs an László Varvasovszky für Bärenwortspielbuch.[18]
- 2002: Die schönsten Bücher Österreichs an Martin Auer und Linda Wolfsgruber für Von den wilden Frauen, Kategorie Kinder- und Jugendbücher.[13] [19]
- 2000: Österreichischer Kinder- und Jugendbuchpreis an Renate Habinger und Linda Wolfsgruber für es war einmal von A bis Zett.[20]

## Autoren im Verlag (Auswahl)
- Gerhard Amanshauser, Thomas Bernhard, Christoph Braendle, Emil Breisach, Hans Eichhorn, Daniela Emminger, Ria Endres, Vera Ferra-Mikura, Franzobel, Traute Foresti, Michèle Gazier, Eugen Gomringer, Evelyn Grill, Monika Helfer, Bodo Hell, Franz Kafka, Franz Kain, Wolfgang Koeppen, Friederike Mayröcker, Conny Hannes Meyer, Curt Meyer-Clason, Kurt Mitterndorfer, Christian Morgenstern, André Müller, Käthe Recheis, Franz Rieger, Axel Ruoff, Wieland Schmied, Robert Schneider, Mary Shelley, William Soutar, Peter Stiegnitz, Adalbert Stifter, Theodor Storm, August Strindberg, George Tabori, Franz Tumler, Peter Turrini, Josef Winkler und Richard Zach.

Fotografen
- Nomi Baumgartl,[21] Sepp Dreissinger, Ernst Haas, Gerhard Trumler

Künstler
- Herbert Achternbusch, Herbert Bayer, Max Dauthendey, Peter Henisch, Otto Schenk, Fritz Wotruba

Maler
- Herbert Boeckl, Hans Sisa

Musiker
- Friedrich Gulda, André Navarra, Joe Zawinul

Regisseure
- Florian Flicker, Klaus Voswinckel

Wissenschaftler
- Hubert Christian Ehalt, Norbert Elias.

## Illustratoren (Auswahl)
- Renate Habinger, Angelika Kaufmann, Roman Scheidl,[22] László Varvasovszky,[23] Alice Wellinger,[24] Linda Wolfsgruber.

## Hörfunk
- Richard Pils feiert 25 Jahre Bibliothek der Provinz. Gespräch, Österreich, 4 Min., 2015, Moderatorin: Irene Suchy, Produktion: ORF, Reihe: Leporello, Erstsendung am: 3. Juli 2015 in Ö1, Inhaltsangabe und Audio-Datei, ab 4:18 Min.